# N'Ketia Seedo
N'Ketia Seedo (7 de junio de 2003) es una deportista neerlandesa que compite en atletismo, especialista en las carreras de velocidad. En los Juegos Europeos de Cracovia 2023 consiguió dos medallas, oro en 4 × 100 m y bronce en 100 m.

## Palmarés internacional
| Juegos Europeos | Juegos Europeos   | Juegos Europeos   | Juegos Europeos |
| Año             | Lugar             | Medalla           | Prueba          |
| --------------- | ----------------- | ----------------- | --------------- |
| 2023            | Chorzów (Polonia) | Medalla de oro    | 4 × 100 m       |
| 2023            | Chorzów (Polonia) | Medalla de bronce | 100 m           |